# (809875) 2020 BX12
(809875) 2020 BX12とは、アポロ群に属する潜在的に危険な地球近傍小惑星である。2020年1月27日に、ハワイのマウナロア観測所で行われた小惑星地球衝突最終警報システムの調査で発見された。発見時、小惑星は地球から約436万km離れた位置に存在した。その後の観測で、小さな自然衛星を持っていることが発見された。この衛星は、主星から360m離れたところを公転している。衛星は、2020年2月10日にアレシボ天文台によって発表された。

## 発見
(809875) 2020 BX12は、2020年1月27日にハワイのマウナロア天文台で行われたATLASの調査で発見された。小惑星地球衝突最終警報システム（ATLAS）は、地球に接近する潜在的に危険と考えられる小惑星を検出するために計画された。(809875) 2020 BX12は、主にATLASプロジェクトに関与したラリー・デノー、ジョン・トンリー、アレン・ハインツェ、ヘンリー・ウェイランドからなる天文学者のチームによって発見された。小惑星は地球への接近中に発見され、惑星から約0.11 au（16,000,000 km）離れた位置に存在した。発見の時点で、(809875) 2020 BX12はとも座の方向に位置していた。
(809875) 2020 BX12の発見は、その後、小惑星センターのNEOCPに報告され、複数の観測所で行われた追加の観測から軌道が予測された。(809875) 2020 BX12の追跡観測は、発見から3日間にわたって行われ、小惑星は2020年1月30日に小惑星センターによって発行されたMPECsで正式に発表された。

## 命名法
発見時に、小惑星には仮符号が与えられた。小惑星のフォローアップ観測の後、2020年1月30日に小惑星センターによって仮符号 (809875) 2020 BX12 が与えられた。仮符号は小惑星の発見日と年を示す。(809875) 2020 BX12の軌道が正確に決定されるためには観測に長い時間を要する。小惑星センターが(809875) 2020 BX12の小惑星番号を与えられると、命名対象となる。

## 軌道と分類
2020 BX12は、約1.60 auの平均距離で太陽の周りを公転し、公転周期は2.02年。(809875) 2020 BX12は離心率が大きく、黄道面に対して傾斜している。軌道の離心率は0.757、傾斜は40度で、近日点は0.76 au、遠日点の2.44 auである。近日点に近づくと、(809875) 2020 BX12は黄道より上に移動し、金星よりも太陽に近くなるが、遠日点では、(809875) 2020 BX12は黄道より下に移動し、火星の軌道よりも太陽から遠ざかる。(809875) 2020 BX12の軌道は地球の軌道と交差するため、ときどき地球に接近する。(809875) 2020 BX12はアポロ群に属する。

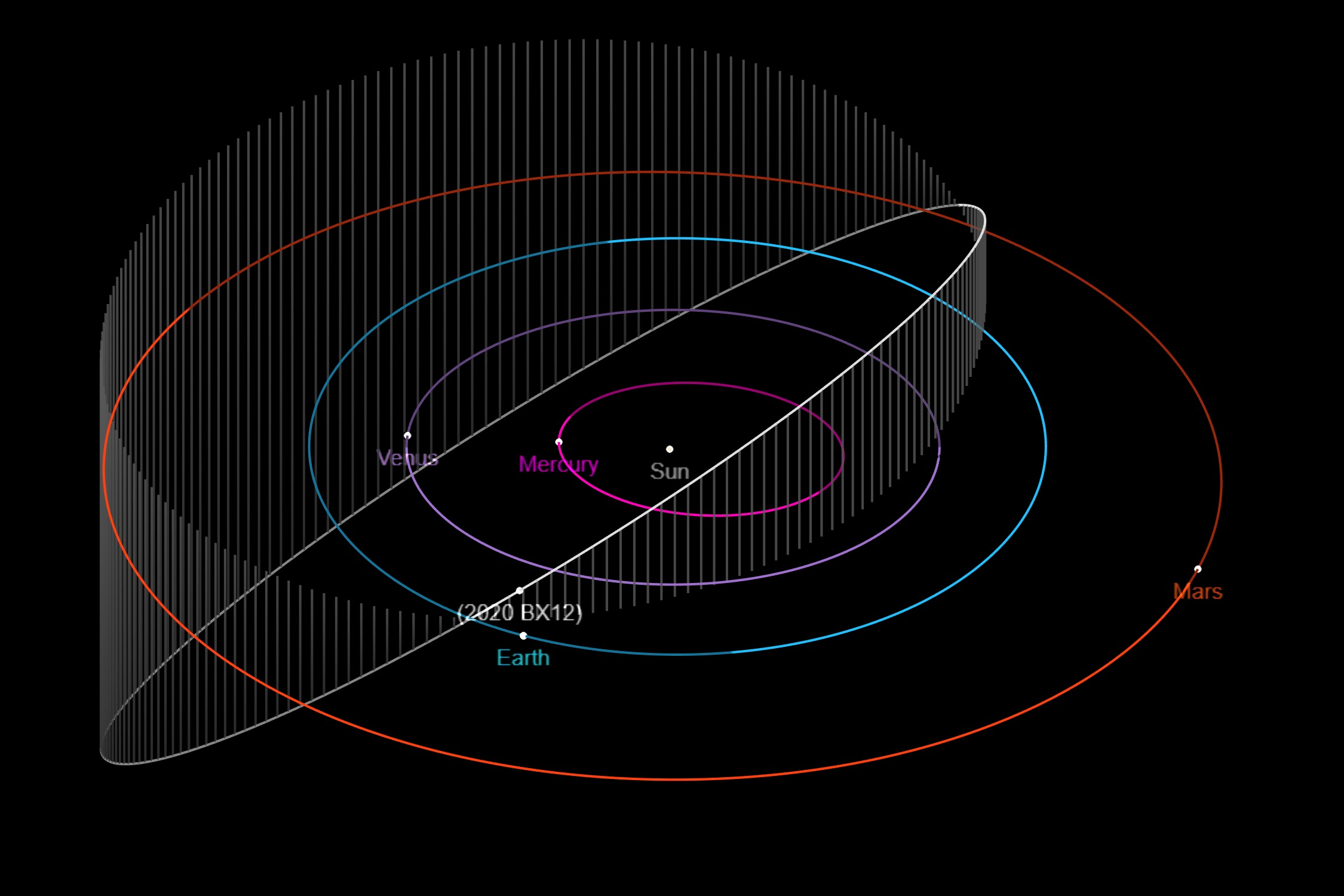
の軌道

最小交差距離は約0.002 au（30万km）。PHAの定義は最小交差距離が0.05 au未満、絶対等級が22未満であるというものなので、(809875) 2020 BX12は小惑星センターによって潜在的に危険な小惑星（PHA）と見なされている。これにもかかわらず(809875) 2020 BX12は、次の200年間で0.04 au（600万km）以内で地球に接近することはない。小惑星は2020年の「Sentry Risk Table」のリストに含まれていない。

### 2020年の地球への接近
2020年2月3日18:56（UTC）に、(809875) 2020 BX12は地球から0.02915 auの距離まで接近した。小惑星は地球に接近している間、25.3km/s（57,000mph）の速度で地球に接近し、その見かけの明るさは等級15.7付近でピークに達した（肉眼で見ることは不可能）。接近時の空の小惑星の見かけの運動は毎時1.2度で、見かけの大きさは16、くじら座の位置に存在した。地球との接近の後、(809875) 2020 BX12は近日点への接近を続け、2020年3月21日に通過する。
2020年2月の(809875) 2020 BX12による接近は、レーダー観測所が小惑星の特徴を詳細に研究する機会となった。アレシボ天文台で2日間の観測期間にわたって、天文学者は小惑星のサイズ、形状、自転を測定し、小さな衛星を発見した。

### 将来の接近
(809875) 2020 BX12は、次の200年で、地球のそばを公転し続けるが、2020年2月の接近ほど接近することはない。(809875) 2020 BX12による近い距離からの接近は、小惑星が0.009 au（130万km）の距離から地球に接近した1931年2月1日であった。(809875) 2020 BX12は2020年3月21日に近日点を通過、遠日点への接近をはじめ、2020年6月28日に小惑星は0.042 auの距離で火星に接近する。(809875) 2020 BX12の次の地球への接近は、2022年と2024年2月で、それぞれ0.18 auと0.34 auの距離で接近するとみられる。

## 物理的特性
2020年1月4日から1月5日までのアレシボ天文台でのドップラー・レーダー観測では、(809875) 2020 BX12は1pxにつき7.5mあたりの解像度で撮影され、小惑星の物理的特性を直接測定することができた。(809875) 2020 BX12は、直径が少なくとも165mである。これは、ベンヌなどの他の地球に近い小惑星でよく見られる形状である。2日間にわたるレーダー観測から、(809875) 2020 BX12の自転周期は最大で約2.8時間とみられている。

## 衛星
(809875) 2020 BX12の衛星は、2020年2月10日にアレシボ天文台によって発表された。小惑星センターによる衛星の命名規則に従い、
S/2020 (809875) 1と命名された。
| 名称              | 名称              | 直径 （km）  | 軌道 傾斜角 （度） | 離心率 | 軌道 半長径 (km) | 公転 周期 （日） |
| ----------------- | ----------------- | ------------ | ------------------ | ------ | ---------------- | ---------------- |
| S/2020 (809875) 1 | S/2020 (809875) 1 | >0.07km >70m | ?                  | ?      | >0.36km          | 1.96±0.08日      |